# Plavsko
Plavsko é uma comuna checa localizada na região da Boêmia do Sul, distrito de Jindřichův Hradec.